# Coliseptikämie des Geflügels
Die Coliseptikämie oder Colibacillose ist eine septikämische Infektionskrankheit des Geflügels, die durch das Bakterium Escherichia coli verursacht wird.

## Ätiologie
Am häufigsten sind E. coli-Stämme der Serovare O1:K1, O2:K1 und O78:K80. Folgende Virulenzfaktoren treten auf:
- Fimbrien F1 → Besiedelung des Atmungstrakts
- P-Fimbrien F7–F16 → Besiedelung innerer Organe
- hitzelabile Enterotoxine
- Flagellartoxin (hitzestabiles Polypeptid) → giftig für Vero-Zellen und Eintagsküken
- HPI (high pathogenity island) → Merkmal virulenter Stämme, kodiert ein Eisenaufnahmesystem

## Klinik
Am häufigsten tritt die Krankheit in den ersten 8–10 Lebenswochen auf, kommt aber auch bei Legehennen häufig vor.
Die Infektion erfolgt aerogen durch eingeatmeten Staub. Bei jungen Küken spielen hochvirulente Stämme eine große Rolle, später spielen Faktoren eine zunehmende Rolle. Die Klinik ist sehr vielfältig: erhöhte Embryo- und Frühsterblichkeit, Entzündungen der Luftsäcke, des Dottersacks, des Herzbeutels, der serösen Häute, der Unterhaut und des Eileiters.

## Diagnose
Die Diagnose wird anhand einer bakteriologischen Untersuchung und Typisierung der Colibakterien gestellt.

## Therapie
Antibiotikatherapie entsprechend dem Antibiogramm.
Es existiert ein Elterntierimpfstoff.
Zusätzlich Beseitigung der begünstigenden Faktoren durch Vorbeugung gegen Mykoplasmen- und Virusinfektionen.